# Anders Adamson

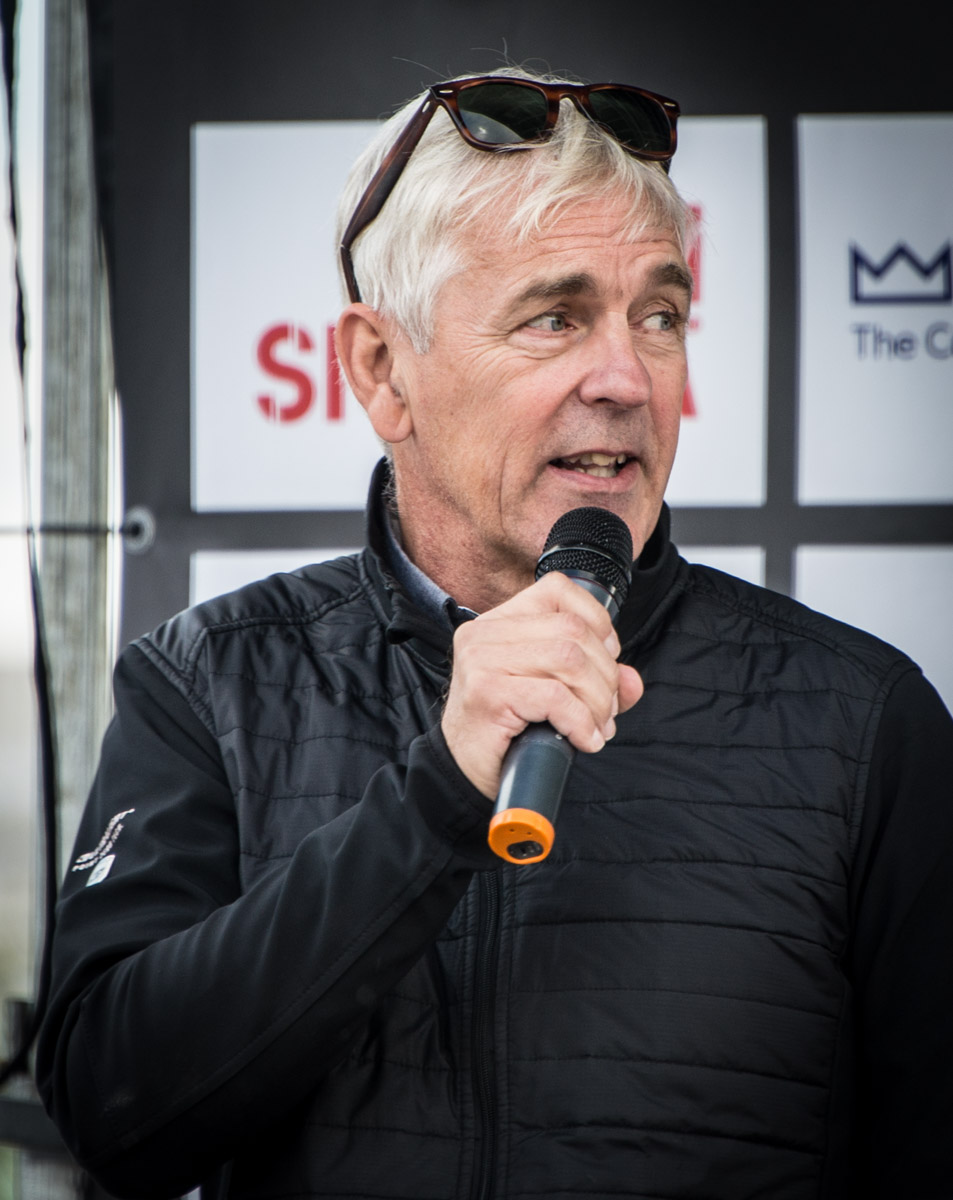
Anders Adamson

Per Anders Adamson (Örebro, 26 de julho de 1957) é um ex-ciclista sueco. Competiu nos Jogos Olímpicos de Verão de 1980 em Moscou, onde fez parte da equipe sueca que terminou em décimo segundo na prova de 100 km contrarrelógio por equipes.